# Sommelier
Un sommelier, ou une sommelière au féminin, est une personne responsable des vins et des boissons alcoolisées dans la restauration,.

## Histoire
Au XIVe siècle, le terme de sommelier désigne un « officier chargé de la garde et des transports de bagages dans les voyages de la cour », faisant partie de l'échansonnerie. Le terme se rapportait au fonctionnaire de la cour chargé du transport de l’approvisionnement. Il était la personne chargée du réapprovisionnement en vivres.
On trouve aussi une fonction de sommelier des nappes qui est un officier chargé du linge de table. Le terme de sommelier va remplacer celui d'échanson. On trouve dans les comptes des rois de France, en 1378, un Jacques Mercade portant le titre de premier sommelier de corps du roi. Dans les comptabilités de la maison du roi, on trouve des sommeliers de Paneterie, des sommeliers de la Fruiterie.
À la cour des ducs de Bourgogne, à partir du milieu du XVe siècle, il y avait un premier sommelier de corps, six sommeliers de chambre et six sommeliers de corps. Le sommelier de corps avait pour fonction de s'occuper des habits du duc. Le sommelier de chambre devait garder le lit dans la chambre du duc en son absence. Le titre de Sommelier de Corps (ou Sommelier du Corps) de la cour des ducs de Bourgogne a été introduit à la cour des rois d'Espagne par Charles Quint avec le Sumiller de Corps chargé des parties les plus privées du domaine du monarque.
C'est à partir de 1812[réf. souhaitée] que le terme désigne la personne qui s'occupe du vin et des caves.
Aujourd'hui, il conseille les clients dans leur choix, dans les restaurants et bars à vin, mais aussi chez les cavistes, les sites de ventes en ligne, et la presse spécialisée.
Le métier s'est diversifié et féminisé, avec une élévation du niveau de connaissances et la venue de personnes diplômées en reconversion. Il est pratiqué et enseigné dans le monde entier, notamment dans les pays producteurs de vins et de spiritueux. La sommellerie française et italienne fait face depuis une trentaine d'années à une forte concurrence et une émulation internationales, obligeant chacun à approfondir les techniques et connaissances, à améliorer son savoir-faire, son savoir être (accueil, clarté, concision...) et la communication, propre à un métier vieux de plusieurs siècles.

## Étymologie

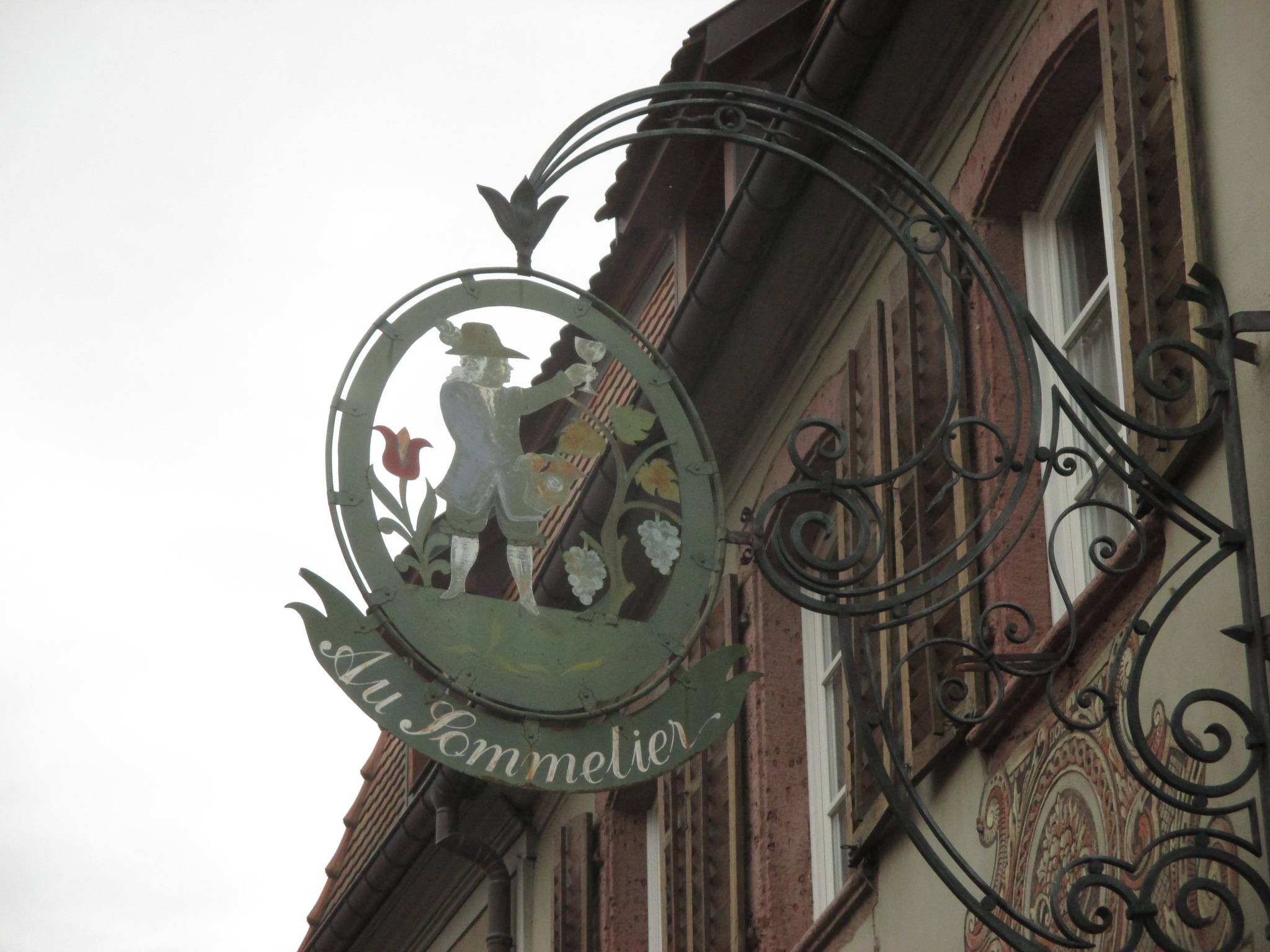
Enseigne traditionnelle de bar à vin-winstub « Au Sommelier » du vignoble d'Alsace

« Sommelier » provient du moyen français. Le mot trouve ses racines dans le provençal « saumalier », conducteur de troupeau, lui-même issu de « sauma », troupeau.
L'origine latine est « sagma », « bât ». Le terme de sommelier signifie à l'origine « conducteur de bête de somme ».
Dans le dictionnaire de la langue française d'Émile Littré, on trouve aussi la définition suivante : « Celui, celle qui dans une maison, dans une communauté, a la charge de la vaisselle, du linge, du pain, du vin, etc. »,.
Des recherches plus récentes suggèrent que le sommelier de vins était à l’origine un officier de haut rang à la cour bourguignonne, dérivé de la fonction de sommelier de chambre, responsable du repos et des appartements du seigneur. Ce phénomène n’est pas isolé : en Espagne, par exemple, le camarero del rey désignait celui qui veillait sur les appartements royaux, et le terme camarero a progressivement désigné les serviteurs en général. Sous l’influence de la cour de Philippe le Beau sur celle des Rois Catholiques, certaines fonctions ont ainsi connu une duplication ou un déplacement sémantique. Dans le domaine du vin, le camarero de vinos devint le sumiller, équivalent espagnol actuel du sommelier.

## Compétences

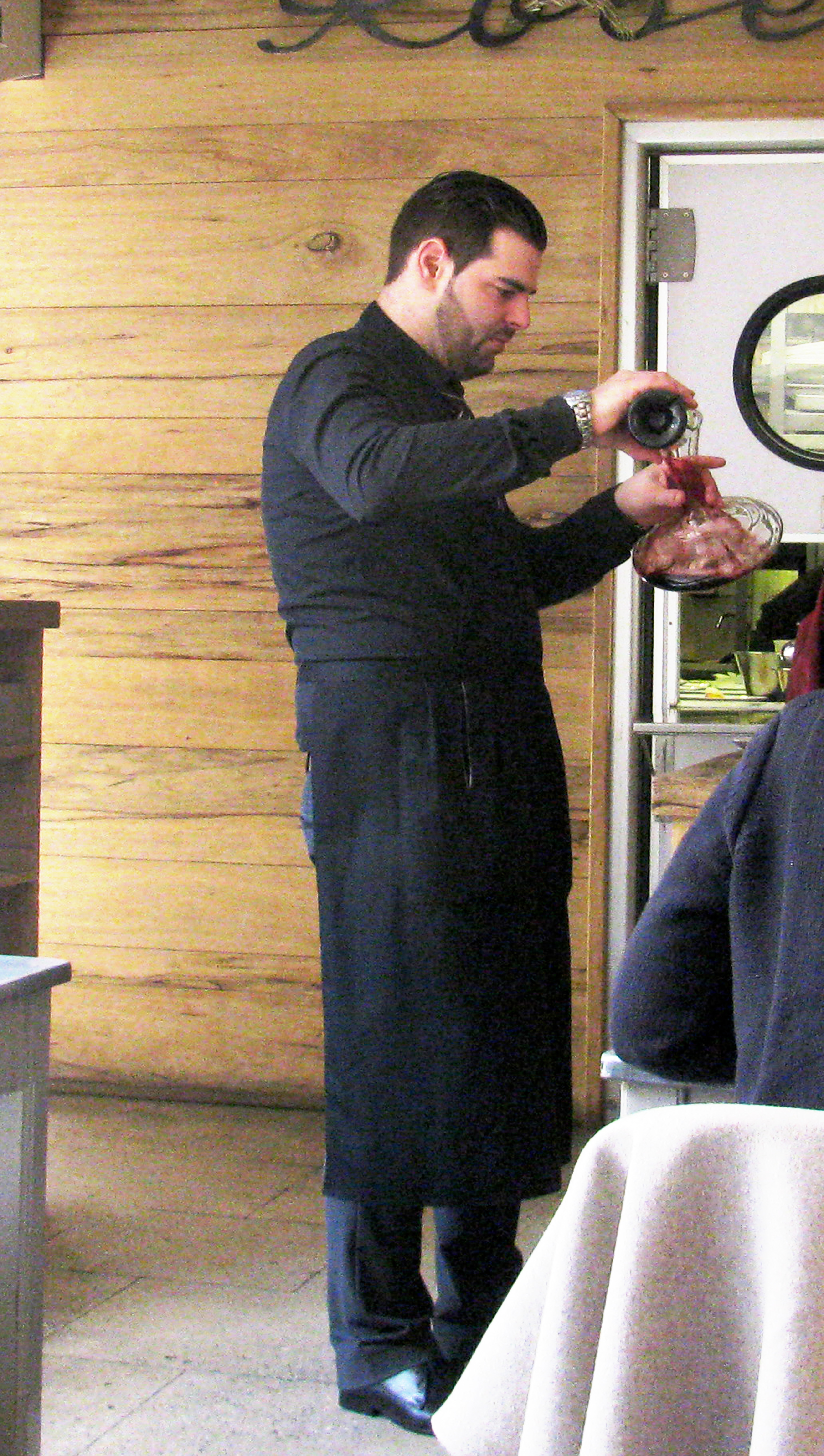
Sommelier carafant un vin rouge.

Le sommelier a des compétences et connaissances en dégustation du vin, œnologie, distillation, en agriculture (viticulture, arboriculture), en hôtellerie-restauration (accueil, réception, organisation, cuisine, pâtisserie), en gestion et en management de collaborateurs.
Une de ses compétences principales est de chercher à accorder « mets et vins » (ou autres boissons et produits) en tenant compte de plusieurs variables individuelles et collectives (menu, lieu, ambiance, personne, moyens financiers, goût personnel, but de l'association, allergie), avec pour objectif principal de satisfaire le mieux possible les clients, convives ou professionnels. Son rôle est essentiel dans certains établissements, notamment pour renseigner les clients, améliorer la gestion de la cave qu'il doit connaître parfaitement.
Il a aussi pour objectif de dégager des marges commerciales sur les boissons, et de veiller à la rentabilité pour l'établissement.
Le poste de sommelier, nécessite des connaissances et une formation pointue et est ainsi considéré comme le sachant de la brigade de restaurant, le médiateur du goût. De ce fait, et pour des raisons économiques, seuls les restaurants haut de gamme peuvent s'assurer les services d'un sommelier à part entière. Les bars à vin et les autres restaurants mettent généralement en avant le rôle de leur sommelier par le maître d'hôtel.
En dehors de la restauration, il peut aider à constituer une cave à vin, participer aux achats, aux inventaires et aux ventes réalisés par des entreprises (maison de négoce, site de vente en ligne, courtier, commissaire-priseur, chaîne de magasins, supermarché, importateur).
Une minorité de sommeliers écrivent dans la presse quotidienne, dans des revues spécialisées ou des sites en ligne. L'importance prise par les sites de vente en ligne en France (tels que Vinatis, Vente à la propriété, Millésima, Wine and Co, Les Vignerons indépendants, Idéalwine, CDiscount, La Maison du Whisky ou Le Petit Ballon) est de plus en plus à prendre en compte tant par le sommelier, que par les clients des différents circuits de consommation.
Dans les grands établissements, le sommelier peut dépendre d'un chef sommelier, ce dernier étant alors responsable de la cave du restaurant. On trouve alors des brigades de sommeliers. Le commis sommelier assiste le chef sommelier.

## Service du vin

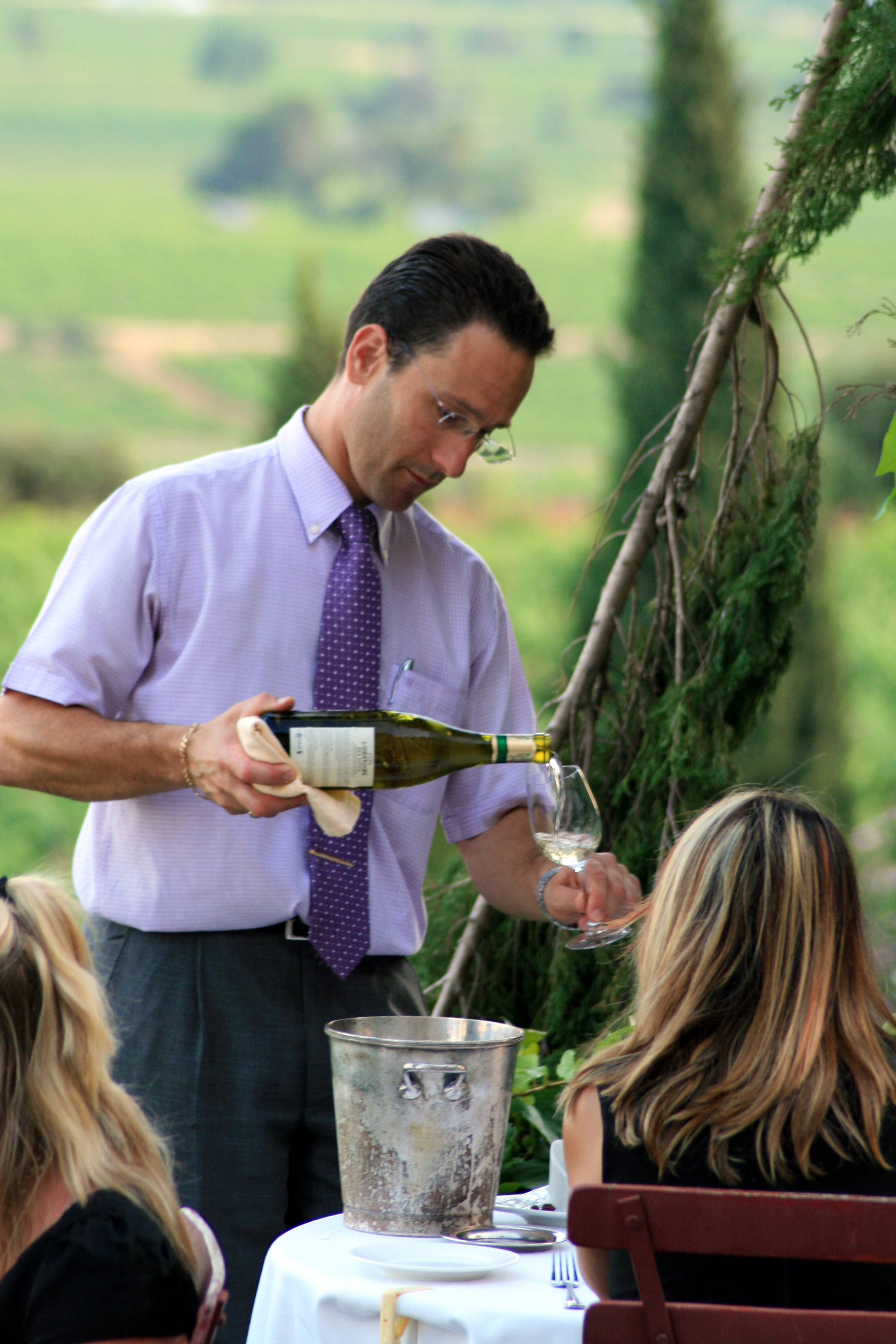
Service du vin à table.

Présenter la bouteille de vin face au client qui l’a commandée permet à celui-ci de vérifier l'étiquette et les informations qui s'y trouvent, ainsi que de valider la conformité de sa commande.
La capsule est découpée sous la bague afin d'éviter le contact du vin avec la capsule lors du service. L'ouverture de la bouteille à l’aide d'un tire-bouchon peut se faire sur un guéridon près de la table, afin de ne pas déranger les clients.
La bouteille débouchée, le sommelier goûte le vin, ou le fait goûter au client qui a commandé le vin avant de le servir, afin de vérifier que le vin ne présente pas de défaut et est conforme à ce que le sommelier ou le client attend de la bouteille.
Lors du service, incliner la bouteille et avoir l'étiquette visible par les convives permet de leur montrer le vin en même temps qu'il leur est servi.
En remontant la bouteille à vitesse constante, on évite de faire tomber des gouttes, il est aussi possible de faire tourner la bouteille afin de limiter ce risque. La rotation de la bouteille se fait aux dépens d'un éventuel dépôt qui pourrait être remis en suspension par cette action.
Pour contribuer à la propreté du service, essuyer le goulot de la bouteille avec un liteau permet d'enlever d'éventuelles gouttes qui pourraient couler sur la bouteille.

## Formations

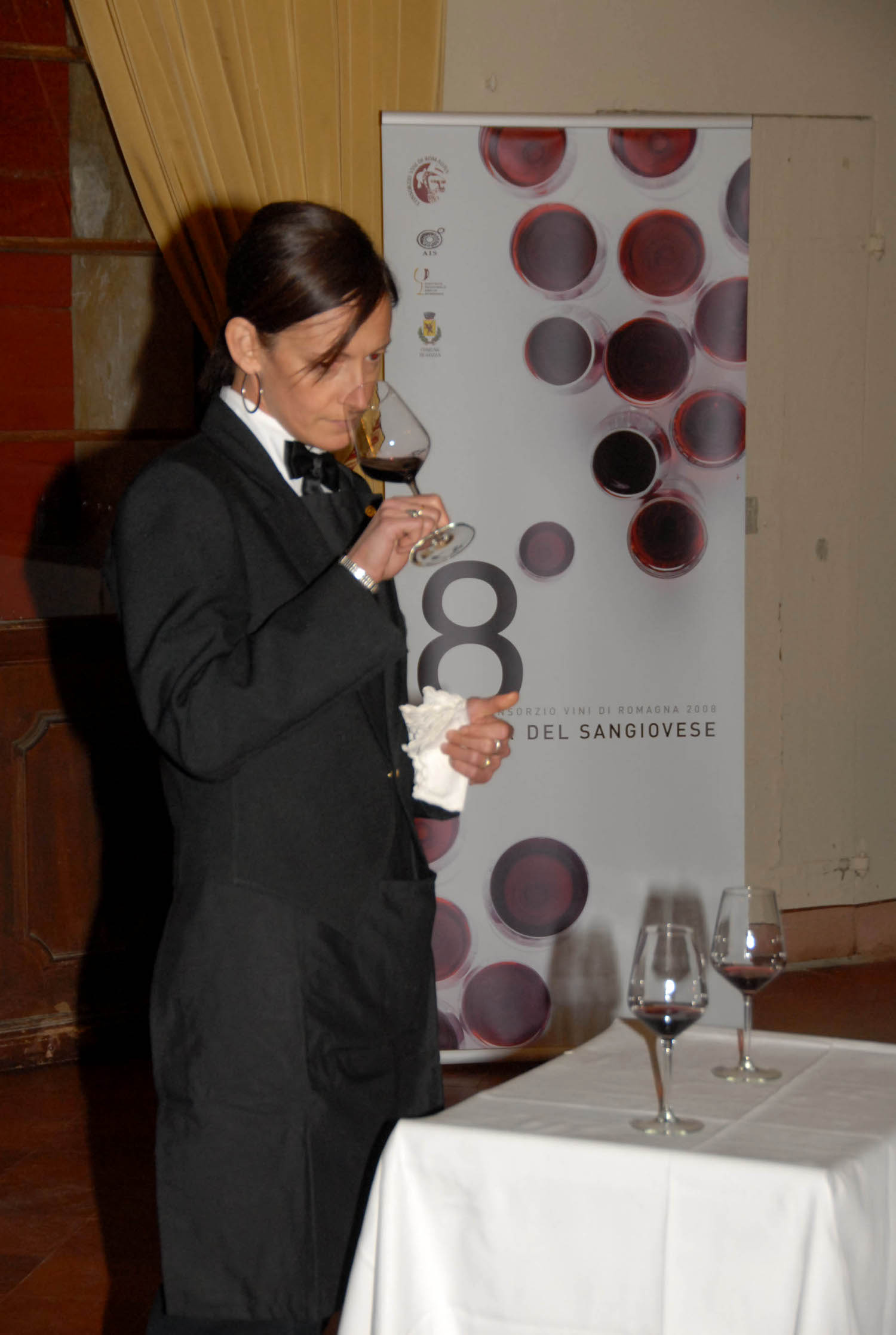
Dégustation de vins par une sommelière.

### En France
L'histoire de la sommellerie en France remonte à la fin du Moyen Âge (XIVe – XVe siècles), à l'essor du royaume de France et des cours princières (cour de France, cour des ducs de Bourgogne, cour des comtes de Champagne, cour des papes à Avignon, cour des Valois, cour des Bourbons...), du commerce, de l'hôtellerie et de la restauration dans les villes et centres urbains qui se développent dans le royaume de France entre la fin du Moyen Age et la période contemporaine. Le sommelier français est l'héritier de l'officier chargé des boissons, souvent appelé échanson.
Depuis les années 1950 en France, une grande variété de formations courtes ou longues (de quelques semaines à deux ans), diplômantes ou non. Elles apportent aux étudiants, aux passionnés et aux salariés du secteur cafés - hôtels - restaurants des compétences clés en sommellerie, en analyse sensorielle, en dégustation, en économie et en gestion de lieux de consommation. Elles tentent de tenir compte des nouvelles tendances de consommation, des nouvelles connaissances techniques et méthodes de travail en matière d'analyse sensorielle, viticulture, œnologie, service en salle, œnotourisme, hôtellerie, vente en ligne.
Il y a aujourd'hui en France différentes formations, courtes ou longues, avec ou sans le baccalauréat, pour les professionnels, comme pour les débutants ou les passionnés.
Il existe deux diplômes d'État : la mention complémentaire en sommellerie (en un an) et le Brevet professionnel sommelier (sur un ou deux ans). Il existe également des diplômes internationaux comme le WSET ou encore le Court of Master Sommeliers.
Il existe également des formations techniques ou/et universitaires reconnues, telle la « licence professionnelle commercialisation des vins » à l’université François-Rabelais de Tours, la « licence professionnelle commercialisation des vins et spiritueux » au lycée viticole du château de l'Oisellerie à Angoulême près de la ville de Cognac, ou les formations dispensées par l'université du vin de Suze-la-Rousse.
Il y a enfin des titres professionnels de « conseiller en sommellerie » donnés par des organismes de formation après une formation plus ou moins rigoureuse, complète et adaptée aux différents marchés et circuits.
Le port sur la veste d'une grappe de raisin est l'un des symboles du sommelier. Néanmoins, il n'est pas indispensable, ou réservé à tel ou tel diplôme, mais il oblige à être un véritable expert dans le domaine des vins, des spiritueux, et plus largement des produits du terroir, des produits régionaux et de la gastronomie. Certains formations abordent - pour faciliter les accords mets et vins - la diversité des préparations culinaires, des épices et aromates, des fromages et des desserts, propres notamment à la cuisine française ou italienne. Les accords avec un cigare peuvent aussi être abordés, avec par exemple l'apprentissage du service dans un fumoir adapté à la législation en cours.

### En Europe
Depuis 2014, l'association des sommeliers d'Europe propose une formation préparant au certificat de sommelier européen.

## Sommeliers dans l’Histoire
Les sommeliers de corps sont la charge de sommelier à la cour des ducs de Bourgogne et celle d'Espagne.
- M. Pierhugue, sommelier du roi Louis XVIII, co-auteur — avec André Viard, homme de bouche — du classique de la littérature culinaire intitulé Le Cuisinier royal ou L'art de faire la cuisine (auparavant Le Cuisinier impérial) dont il signe, à partir de la neuvième édition (1817) la notice sur les vins[18]. Fouret, ex-officier de bouche du roi d'Espagne collabore avec eux à partir de la dixième édition (1820) ;
- Caradot, doyen des sommeliers au Café Riche, encore en activité à l'âge de 87 ans en 1877[19],[20] ;
- Comte de Benavente, sommelier du corps, Grand chambellan de France ;
- Le prothonotaire La Tour, sommelier de l'Oratoire (1839) ;
- Conrad Tuor, sommelier et auteur de Aide-mémoire du Sommelier pour École hôtelière (1935) ;
- Carme, président, chef-sommelier du Restaurant Paillard ;
- Gallerand E., chef-sommelier, Restaurant Lapré ;
- Alex J., chef-sommelier, Restaurant du Nègre ;
- Gaillard J., chef-sommelier, Abbaye Albert ;
- Sainte-Marie, chef-sommelier, Café Riche ;
- Poitrenault E., chef-sommelier, Café Cardinal ;
- Fougeray Eugène, chef-sommelier, Brasserie Heidt ;
- Fougeray Victor, chef-sommelier, Restaurant Français ;
- Nivet L., chef-sommelier, Taverne Royale ;
- Lagane Ed., chef-sommelier, restaurant Drouant ;
- Pétesch J., chef-sommelier, Restaurant Petit-Pousset ;
- Colin Ch., chef-sommelier, Restaurant Ciros ;
- Kristeck G., chef-sommelier, Restaurant Daunou ;
- Collomb P., chef-sommelier, Pavillon d'Armenonville.

## Sommeliers dans la littérature
- Dans l'œuvre de William Shakespeare : Stephano, intendant et sommelier ivrogne d'Alonso, roi de Naples, dans La Tempête (1611) ;
- Dans l’œuvre de Sir Walter Scott : Antoine Syddall, vieux sommelier et majordome dans le roman Rob Roy (1817) et le sommelier Gudyill dans Le Vieillard des Tombeaux ou Les Presbytériens d'Écosse (1826) ;
- Dick, sommelier de lord Bilbroock, dans la comédie-vaudeville Les Deux Favorites ou l'Anneau du Roi (1843) de Jules de Prémaray.

### Associations de sommeliers
- Union de la sommellerie française
- Association des sommeliers d'Europe
- Association de la sommellerie internationale